# Mimetus
Mimetus is een geslacht van spinnen uit de  familie van de Spinneneters (Mimetidae).

## Soorten
- Mimetus aktius Chamberlin & Ivie, 1935
- Mimetus arushae Caporiacco, 1947
- Mimetus banksi Chickering, 1947
- Mimetus bifurcatus Reimoser, 1939
- Mimetus bigibbosus O. P.-Cambridge, 1894
- Mimetus bishopi Caporiacco, 1949
- Mimetus brasilianus Keyserling, 1886
- Mimetus caudatus Wang, 1990
- Mimetus comorensis Schmidt & Krause, 1994
- Mimetus cornutus Lawrence, 1947
- Mimetus crudelis O. P.-Cambridge, 1899
- Mimetus debilispinis Mello-Leitão, 1943
- Mimetus dimissus Petrunkevitch, 1930
- Mimetus echinatus Wang, 1990
- Mimetus epeiroides Emerton, 1882
- Mimetus fernandi Lessert, 1930
- Mimetus haynesi Gertsch & Mulaik, 1940
- Mimetus hesperus Chamberlin, 1923
- Mimetus hieroglyphicus Mello-Leitão, 1929
- Mimetus hirsutus O. P.-Cambridge, 1899
- Mimetus hispaniolae Bryant, 1948
- Mimetus indicus Simon, 1906
- Mimetus insidiator Thorell, 1899
- Mimetus keyserlingi Mello-Leitão, 1929
- Mimetus labiatus Wang, 1990
- Mimetus laevigatus (Keyserling, 1863)
- Mimetus madacassus Emerit, 1996
- Mimetus margaritifer Simon, 1901
- Mimetus marjorieae Barrion & Litsinger, 1995
- Mimetus melanoleucus Mello-Leitão, 1929
- Mimetus monticola (Blackwall, 1870)
- Mimetus natalensis Lawrence, 1938
- Mimetus nelsoni Archer, 1950
- Mimetus notius Chamberlin, 1923
- Mimetus penicillatus Mello-Leitão, 1929
- Mimetus portoricensis Petrunkevitch, 1930
- Mimetus puritanus Chamberlin, 1923
- Mimetus rapax O. P.-Cambridge, 1899
- Mimetus ridens Brignoli, 1975
- Mimetus rusticus Chickering, 1947
- Mimetus ryukyus Yoshida, 1993
- Mimetus saetosus Chickering, 1956
- Mimetus sinicus Song & Zhu, 1993
- Mimetus strinatii Brignoli, 1972
- Mimetus syllepsicus Hentz, 1832
  - Mimetus syllepsicus molestus Chickering, 1937
- Mimetus testaceus Yaginuma, 1960
- Mimetus tillandsiae Archer, 1941
- Mimetus triangularis (Keyserling, 1879)
- Mimetus trituberculatus O. P.-Cambridge, 1899
- Mimetus tuberculatus Liang & Wang, 1991
- Mimetus variegatus Chickering, 1956
- Mimetus verecundus Chickering, 1947
- Mimetus vespillo Brignoli, 1980